# Bundesregierung Vranitzky I
Die österreichische Bundesregierung Vranitzky I (Koalition SPÖ-FPÖ) wurde ohne vorherige Nationalratswahl gebildet und amtierte, von Bundespräsident Rudolf Kirchschläger ernannt, von 16. Juni bis 25. November 1986. Danach wurde sie vom neuen Bundespräsidenten Kurt Waldheim bis zum 21. Jänner 1987, dem Antrittsdatum der Bundesregierung Vranitzky II, einer SPÖ-ÖVP-Regierung, mit der Fortführung der Geschäfte betraut.
Franz Vranitzky hatte das Amt des Bundeskanzlers von Fred Sinowatz übernommen (Rot-blaue Koalition seit 1983), der nach der Wahl von Kurt Waldheim zum Bundespräsidenten zurückgetreten war. Vranitzky stand dieser Koalition nicht lange vor: Bereits am 23. November 1986 kam es zu Neuwahlen, nachdem im September Jörg Haider zum Vorsitzenden der FPÖ gewählt und von der SPÖ als Vizekanzler an Stelle von Norbert Steger für inakzeptabel befunden worden war.
| Amt                                           | Foto | Name                      | Partei | Partei | Staatssekretär            | Partei | Partei |
| --------------------------------------------- | ---- | ------------------------- | ------ | ------ | ------------------------- | ------ | ------ |
| Bundeskanzler                                 |      | Franz Vranitzky           |        | SPÖ    | Johanna Dohnal            |        | SPÖ    |
| Vizekanzler und Handel, Gewerbe und Industrie |      | Norbert Steger            |        | FPÖ    | Johannes Bauer            |        | SPÖ    |
| Auswärtige Angelegenheiten                    |      | Peter Jankowitsch         |        | SPÖ    |                           |        |        |
| Inneres                                       |      | Karl Blecha               |        | SPÖ    |                           |        |        |
| Justiz                                        |      | Harald Ofner              |        | FPÖ    |                           |        |        |
| Finanzen                                      |      | Ferdinand Lacina          |        | SPÖ    | Holger Bauer              |        | FPÖ    |
| Soziale Verwaltung                            |      | Alfred Dallinger          |        | SPÖ    |                           |        |        |
| Land- und Forstwirtschaft                     |      | Erich Schmidt             |        | SPÖ    | Gerulf Murer              |        | FPÖ    |
| Landesverteidigung                            |      | Helmut Krünes             |        | FPÖ    |                           |        |        |
| Öffentliche Wirtschaft und Verkehr            |      | Rudolf Streicher          |        | SPÖ    |                           |        |        |
| Wissenschaft und Forschung                    |      | Heinz Fischer             |        | SPÖ    |                           |        |        |
| Unterricht, Kunst und Sport                   |      | Herbert Moritz            |        | SPÖ    |                           |        |        |
| Gesundheit und Umweltschutz                   |      | Franz Kreuzer             |        | SPÖ    | Mario Ferrari-Brunnenfeld |        | FPÖ    |
| Familie, Jugend und Konsumentenschutz         |      | Gertrude Fröhlich-Sandner |        | SPÖ    |                           |        |        |
| Bauten und Technik                            |      | Heinrich Übleis           |        | SPÖ    | Beatrix Eypeltauer        |        | SPÖ    |
| Ohne Portefeuille im Bundeskanzleramt         |      | Franz Löschnak            |        | SPÖ    |                           |        |        |